# Havenspoorlijn Rotterdam
De Rotterdamse Havenspoorlijn is een ruim 40 km lange goederenspoorlijn tussen de emplacementen IJsselmonde/Kijfhoek en Maasvlakte, inclusief de aangesloten emplacementen en raccordementen.
De Havenspoorlijn is opgenomen in de Betuweroute, de goederenspoorlijn van de Maasvlakte naar de Duitse grens bij Zevenaar.
De Havenspoorlijn omvat de volgende goederenstations en -emplacementen:
- Kijfhoek
- Feijenoord (oorspr: Fijenoord)
- IJsselmonde (oorspr: IJselmonde)
- Waalhaven Zuid met de raccordementen:
  - Waalhaven Oost
  - Waalhaven West
  - Containerterminal RSC Waalhaven
- Pernis met de raccordementen:
  - Interforest
  - Distripark
  - Shell
  - Stamlijn Pernis west
- Botlek (inclusief terminals 10 t/m 80)
- Europoort (inclusief raccordementen)
- Europoort West (inclusief stamlijn Markweg)
- Maasvlakte (empl. oost/oud en west) met de raccordementen:
  - EMO
  - Containerterminal ECT Oostelijke Railterminal (ORT)
  - Containerterminal ECT Railterminal West (RTW)
  - Containerterminal Euromaxx, aan de Yangtzehaven (vanaf medio 2008)

In de Havenspoorlijn liggen de Botlekbrug, Calandbrug, Dintelhavenspoorbrug en Suurhoffbrug. In tegenstelling tot de rest van het land heeft hier de scheepvaart voorrang.
De wissels en seinen van de gehele Havenspoorlijn worden bestuurd vanuit de verkeersleidingspost van ProRail, die gevestigd is te Kijfhoek.
De "grijze" lijnen op de kaart (bij Rotterdam en bijna aan het einde van de Maasvlakte) bestaan niet meer.

## Geschiedenis
In 1891 werd de Sluisjesdijk via de Breede Hilledijk op Katendrecht verbonden met het in 1878 in dienst gekomen station Fijenoord. Wegens de aanleg van de Maashaven werd de spoorlijn in 1901 omgelegd naar de Putschelaan-Brielselaan-Doklaan. In 1910 werd een verbinding gemaakt met rangeerterrein IJselmonde. Twee jaar later werd de spoorlijn via de Waalhaven (ten noorden van de luchthaven) doorgetrokken naar Heijplaat (Waalhaven West). In 1922 werd het lijngedeelte Waalhaven Oost-Heijplaat verlegd voor vergroting van de Waalhaven.
In 1928 werd het lijngedeelte IJsselmonde-Waalhaven aangelegd omdat de verbinding via de Brielselaan overbelast was geraakt. In 1959 werd station Waalhaven Zuid op de huidige plaats aangelegd en in 1963 het oude station (direct ten zuiden van de Waalhaven) gesloten. In 1974 werd de verbinding Waalhaven Oost-Brielselaan-IJsselmonde opgeheven.
In 1935 werd de spoorlijn via Pernis verlengd naar de Vondelingenplaat, in 1959 werd het oostelijke deel van spoorlijn omgelegd naar het nieuwe station Waalhaven Zuid.
In 1957 werd de spoorlijn vanaf de Vondelingenplaat (Shell) doorgetrokken naar de Botlek, in 1964 naar Europoort (Gulf), in 1964 naar Europoort West (RWS/BP) en ten slotte in 1977 naar de Maasvlakte (EMO). Sinds de aanleg van rangeerterrein Kijfhoek in 1978 rijden de meeste treinen van/naar Kijfhoek in plaats van IJsselmonde.
In verband met de aanleg van de Betuweroute, is het deel van het Waalhaven emplacement tot Barendrecht vervangen door de Verlegde Havenspoorlijn (2004) en parallel daaraan de Kortsluitroute (2006). De route is met deze verlegging dan in zijn geheel geëlektrificeerd, zodat elektrische treinen de havenspoorlijn nu in zijn geheel kunnen aandoen.
Vanaf 2017 is het Theemswegtracé aangelegd, een vier kilometer lang verhoogd betonnen viaduct waarin twee stalen spoorbruggen over de Rozenburgsesluis en de Thomassentunnel zijn verwerkt. Hierdoor hoeven treinen niet meer over de Calandbrug, die regelmatig moet worden geopend. Scheepvaart heeft er namelijk voorrang. In 2021 is het Theemswegtracé geopend, het originele tracé wordt opgebroken en de sporen op de Calandbrug worden verwijderd. Het nieuwe tracé is een halve kilometer korter dan het oude.